# SKU Amstetten
SKU Amstetten is een Oostenrijkse voetbalclub uit Amstetten in het westen van de deelstaat Neder-Oostenrijk. SKU ontstond uit een fusie tussen ASK Amstetten en SC Union Amstetten. Men speelt in de 2. Liga.

## Geschiedenis
Na de fusie in 1997 bleef men lang in het Oostenrijkse amateurvoetbal actief, maar vanaf het seizoen 2007/2008 ging het bergopwaarts met de club. In dat seizoen promoveerde het naar de Regionalliga, het derde niveau. Hoewel men na een jaar weer zou degraderen, kon men in 2011 toch weer terugkeren. In 2017/2018 eindigde men als derde en kon SKU Amstetten door een versoepelde promotieregeling vanwege de competitiehervorming voor het eerst in zijn bestaan promoveren naar de 2. Liga.
SKU Amstetten behaalde twee successen in de Oostenrijkse voetbalbeker. In 2011/2012 versloeg men SV Mattersburg, dat toen in de Bundesliga speelde, maar in de kwartfinale verloor men van SV Horn. In 2016/2017 werd opnieuw een profclub uitgeschakeld in de beker: dit keer werd SC Austria Lustenau verslagen na strafschoppen. 

## Overzichtslijsten

### Eindklasseringen vanaf 1999
- 1999 1e
n5
- 2000 2e
Landesliga
- 2001 7e
Landesliga
- 2002 4e
Landesliga
- 2003 7e
Landesliga
- 2004 7e
Landesliga
- 2005 5e
Landesliga
- 2006 3e
Landesliga
- 2007 6e
Landesliga
- 2008 1e
Landesliga
- 2009 15e
Regionalliga
- 2010 2e
Landesliga
- 2011 1e
Landesliga
- 2012 10e
Regionalliga
- 2013 5e
Regionalliga
- 2014 3e
Regionalliga
- 2015 3e
Regionalliga
- 2016 4e
Regionalliga
- 2017 7e
Regionalliga
- 2018 3e
Regionalliga
- 2019 11e
2. Liga
- 2020 5e
2. Liga
- 2021 12e
2. Liga
- 2022 5e
2. Liga
- 2023 5e
2. Liga

- 2. Liga
- Regionalliga
- Landesliga
- n5

De 2. Liga stond tot en met 2018 als Erste Liga bekend. 